# New York City Rap Tour
Le New York City Rap Tour est une tournée mondiale (Paris, Lyon, Metz, Belfort, Mulhouse, Strasbourg, Londres, Los Angeles) organisée par la radio Europe 1 en 1982 et qui présentait pour la toute première fois à un public non-américain des graffiti-artists, des DJ scratchant, des break-dancers, des rappeurs et du double dutch. Y participaient : Phase 2, Futura 2000, Dondi, Afrika Bambaataa, Grand Mixer DXT, le Rock Steady Crew, Rammellzee, les Buffalo Girls et leur manager Kool Lady Blue, promotrice du projet avec Bernard Zekri, journaliste au magazine Actuel et Jean Karakos, dirigeant du label Celluloïd. L'animation était assurée par Alain Maneval.
La « Grande nuit Rap » parisienne s'est déroulée à l'Hippodrome de Pantin et au Palace le samedi 27 novembre 1982 à 20h00, après une première représentation au Bataclan le 21 novembre 1982.
Le New York City Rap Tour est l'un des événements majeurs qui marque le début de la culture Hip-hop en France et était cité comme marquant le début de la culture hip-hop en France, et d'autres sources situent également ses prémices dans les milieux communautaires afro-caribéens de la capitale,. 